# 2002年12月中国大陆

## 12月1日
- 12月1日至12月3日，俄罗斯总统普京访华。

## 12月3日
- 中国上海获得2010年世界博览会举办权。

## 12月7日
- 中共中央总书记胡锦涛和中央书记处的领导到河北省西柏坡学习考察[1]。

## 12月9日
- 12月9日至10日，中央经济工作会议在北京举行[1]。

## 12月29日
- 酒泉卫星发射中心成功发射神舟四号飞船，进行－无人状态下全面考核的一次飞行试验。